# Luis Gregorio Ramírez Maestre
Luis Gregorio Ramírez Maestre (Valledupar, 30 de septiembre de 1980) es un asesino en serie colombiano. Responsable del asesinato de 30 personas en diversos municipios y ciudades de Colombia, entre ellos, Tenerife (Magdalena), Sabanalarga, Aguachica, Santa Marta, Valledupar y Puerto Wilches. Los asesinatos fueron cometidos entre 2000 y 2012.
Conocido como El dexter criollo, entre otros apodos, asesinaba a mototaxistas que eran abordados y posteriormente llevados a sitios desolados, donde eran encontrados atados en árboles con sogas en el cuello. su perfil criminal fue analizado por personal especializado del FBI, adscrito al Cuerpo Técnico de Investigación (CTI).

## Modus operandi
Ramírez elegía mototaxistas entre los 19 y 30 años de edad. Ninguno medía más de 1.70 metros de estatura ni pesaba más de 60 kilos. Esto con el fin de poder someterlos fácilmente. Se ganaba la confianza de las personas, solicitaba que lo llevaran en un mototaxi a un determinado lugar, normalmente situado a las afueras de las ciudades. Aprovechando que iba en la parte trasera del vehículo y después de conversar todo el camino con el conductor, cuando este se detenía lo sujetaba por la garganta y lo asfixiaba, teniendo cuidado de que no muriera, hasta que perdiera el conocimiento.
La gran mayoría de las personas asesinadas morían por asfixia y tortura, según los exámenes y las investigaciones de los forenses. También guardaba varios objetos personales de las víctimas, como billeteras, cédulas, móviles, cascos, entre otros. Ramírez solo aceptó haber asesinado a una persona conocida como John Jairo Amador de la Rosa, después de que las autoridades encontraran el cuerpo con sogas en cuello, pies y manos. Se cree que el asesino solo se dedicaba a hurtar motocicletas en diversos municipios, pero según varios especialistas, Ramírez actuaba de una forma antisocial, similar a la de un psicópata.
Edwin Olaya, perfilador criminal, aseveró que «lo que hacía Ramírez Maestre era atar a sus víctimas a un árbol de una manera que su postura no fuera cómoda y los movimientos que hicieran con sus extremidades apretaran los nudos que les hacía sobre el cuello, dando como resultado una muerte por asfixia mecánica».
En palabras del perfilador criminal mexicano, Brian Escobar afirmó que «Cuándo vi por primera vez las fotografías, me di cuenta que había una fuerte rabia para el tipo de víctimas que considera. El modo en el que asesina me indica que desea que sean sus víctimas, quienes al rendirse por agotamiento, decidan cuando terminará su vida. Le integra un poder el hecho de la desesperación de una persona al saber que morirá, luche lo que luche.»

## Arresto y condena
Fue hallado culpable de varios asesinatos y condenado a 57 años en prisión, posteriormente rebajada a 34 años por «aceptación de cargos». Ramírez Maestre se encuentra recluido en la cárcel de Máxima y Mediana Seguridad de Valledupar, de donde saldrá en condición de casa por cárcel o libertad condicional en el año 2032 cuando cumpla veinte (20) años de cárcel debido a las rebajas de pena que hay en el sistema judicial colombiano de las tres quintas partes de la condena y en ese momento tendrá cincuenta y dos años de edad. 
El Canal RCN lo entrevistó en el programa Cuatro Caminos en marzo de 2018 y Canal Caracol en El Rastro en 2021.